# Junlian

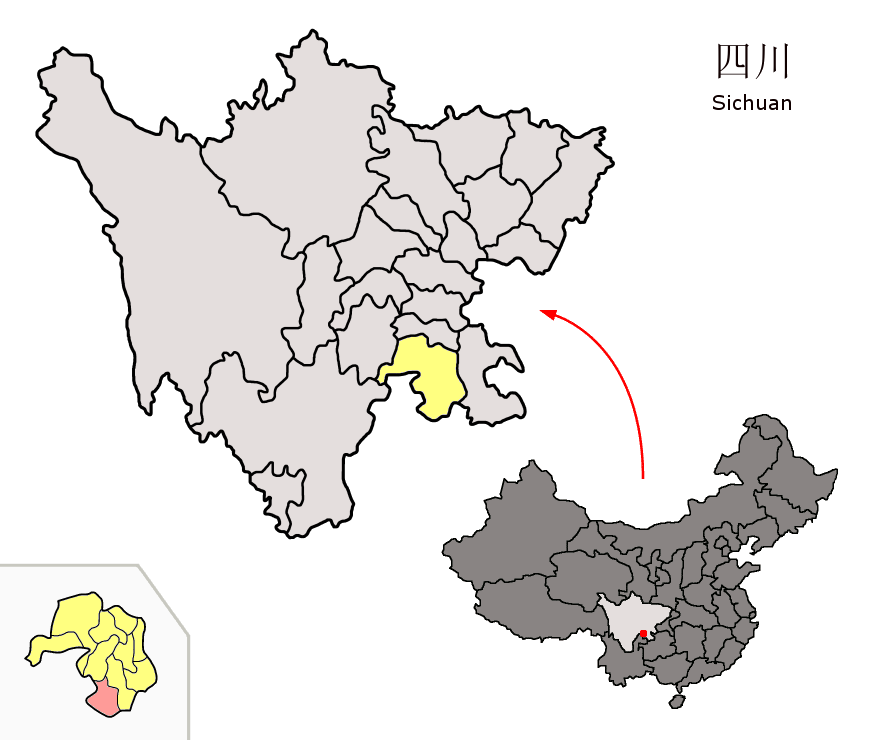
Lage des Kreises Junlian (rosa) in der bezirksfreien Stadt Yibin (gelb).

Der Kreis Junlian (chinesisch 筠连县, Pinyin Yúnlián Xiàn) ist ein Kreis der bezirksfreien Stadt Yibin im Südosten der südwestchinesischen Provinz Sichuan. Er hat eine Fläche von 1.199 km² und zählt 332.805 Einwohner (Stand: Zensus 2020). Sein Hauptort ist die Großgemeinde Junlian (筠连镇);

## Administrative Gliederung
Auf Gemeindeebene setzt sich der Kreis aus neun Großgemeinden und neun Gemeinden (davon drei der Miao bzw. Hmong) zusammen. 